# Michael Larrabee
Michael "Mike" Denny Larrabee (Los Angeles, 2 de dezembro de 1933 – Santa Maria, 22 de abril de 2003) foi um velocista e campeão olímpico norte-americano.
Com talento para a corrida desde a adolescência, recebeu uma bolsa de estudos da Universidade do Sul da Califórnia para fazer seus estudos superiores e correr pela universidade e se formou em geologia. Acossado por uma série de lesões durante a carreira, não pode participar dos Jogos de Melbourne 1956 e Roma 1960. Sua primeira e única participação olímpica foi em Tóquio 1964, aos 30  anos. Depois de igualar o recorde mundial dos 400 m – 44.9 – ao vencer as seletivas americanas para os Jogos, em Tóquio ele conquistou a medalha de ouro e o título olímpico com um tempo de 45.1, o atleta mais velho a vencer esta prova em Olimpíada; ganhou um segundo ouro liderando o revezamento 4x400 m americano junto com Ollan Cassell, Ulis Williams e Henry Carr, com um novo recorde mundial de 3:00.7.
Depois dos Jogos afastou-se das pistas e tornou-se professor de matemática, mas continuou ativo no esporte trabalhando para o ramo americano da Adidas, o que lhe permitiu viajar e continuar ligado ao atletismo, além de se dedicar a escalar altas montanhas pelo mundo como o Aconcágua e o Monte Branco nos Alpes. Diagnosticado com câncer de pâncreas em 2001 e dado com apenas semanas de vida, viveu por mais dois anos graças a tratamentos quimioterápicos morrendo aos 69 anos em sua casa em Santa Maria, na Califórnia. O estádio da Ventura High School, escola secundária onde estudou na adolescência, é batizado com seu nome.